# Скупчення Косинця
Скупчення Косинця (ACO 3627 або Abell 3627) — багате скупчення галактик, розташоване поблизу центру Великого Атрактора; це приблизно 68 Мпк (222 Мсв. р.) віддалений. Незважаючи на те, що він поблизу і яскравий, його важко спостерігати, оскільки він розташований у Зоні уникнення, регіоні поблизу площини Чумацького Шляху. Отже, скупчення сильно затемнене міжзоряним пилом на оптичних довжинах хвиль. Його маса оцінюється приблизно в 1015 мас Сонця. 
ESO 137-001, приклад галактики медузи, знаходиться в Abell 3627.